# UFC on ESPN: Ngannou vs. dos Santos
UFC on ESPN: Ngannou vs. dos Santos（ユーエフシー・オン・イーエスピーエヌ：ガヌー・バーサス・ドス・サントス、別名UFC on ESPN 3）は、アメリカ合衆国の総合格闘技団体「UFC」の大会の一つ。2019年6月29日、ミネソタ州ミネアポリスのターゲット・センターで開催された。

## 大会概要
本大会ではフランシス・ガヌーとジュニオール・ドス・サントスによるヘビー級戦が組まれた。

## 試合結果

### プレリミナリーカード
第1試合 ヘビー級 5分3R
○  モーリス・グリーン vs.  ジュニオール・アルビニ ×
1R 3:38 TKO（右フック→パウンド）
第2試合 女子ストロー級 5分3R
○  アマンダ・ヒバス vs.  エミリー・ウィットマイア ×
2R 2:10 リアネイキドチョーク
第3試合 ライトヘビー級 5分3R
○  ダルシャ・ルンギアムブーラ vs.  デクアン・タウンゼンド ×
3R 0:42 TKO（グラウンドの肘打ち）
第4試合 ライト級 5分3R
○  ジャレッド・ゴードン vs.  ダン・モレット ×
3R終了 判定3-0（30-27、30-27、29-28）
第5試合 ライトヘビー級 5分3R
○  エリク・アンダース vs.  ヴィニシウス・モレイラ ×
1R 1:18 KO（左ストレート→パウンド）
第6試合 バンタム級 5分3R
○  ヒカルド・ハモス vs.  ジャーニー・ニューソン ×
3R終了 判定3-0（30-27、30-27、30-27）

### メインカード
第7試合 ライトヘビー級 5分3R
○  アロンゾ・メニフィールド vs.  ポール・クレイグ ×
1R 3:19 KO（パウンド）
第8試合 ライト級 5分3R
○  ドリュー・ドーバー vs.  マルコ・ポーロ・レイエス ×
1R 1:07 TKO（左ストレート）
第9試合 ライト級 5分3R
○  ヴィンス・ピシェル vs.  ルーズベルト・ロバーツ ×
3R終了 判定3-0（29-28、29-28、29-28）
第10試合 ウェルター級 5分3R
○  デミアン・マイア vs.  アンソニー・ロコ・マーティン ×
3R終了 判定2-0（29-28、29-28、28-28）
第11試合 フライ級 5分3R
○  ジョセフ・ベナビデス vs.  ジュシー・フォルミーガ ×
2R 4:47 TKO（パンチ連打）
第12試合 ヘビー級 5分5R
○  フランシス・ガヌー vs.  ジュニオール・ドス・サントス ×
1R 1:11 TKO（右フック→パウンド）

### 各賞
ファイト・オブ・ザ・ナイト： 該当なし
パフォーマンス・オブ・ザ・ナイト： フランシス・ガヌー、ジョセフ・ベナビデス、アロンゾ・メニフィールド、エリク・アンダース
各選手にはボーナスとして5万ドルが授与された。

### カード変更
負傷などによるカードの変更は以下の通り。